# Bremswagen

Offener Güterwagen der SBB als Bremswagen, 1940

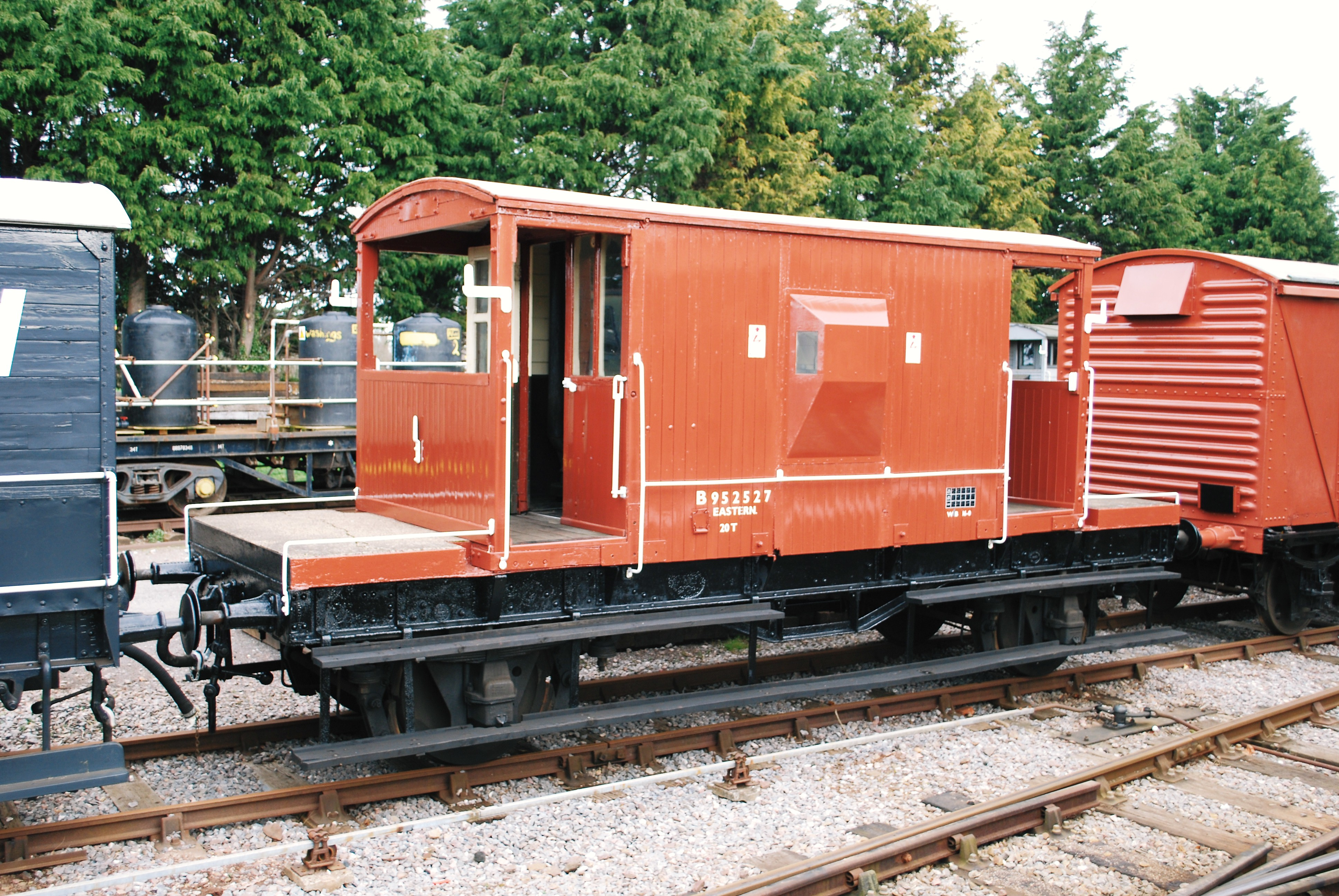
Britischer Brake van

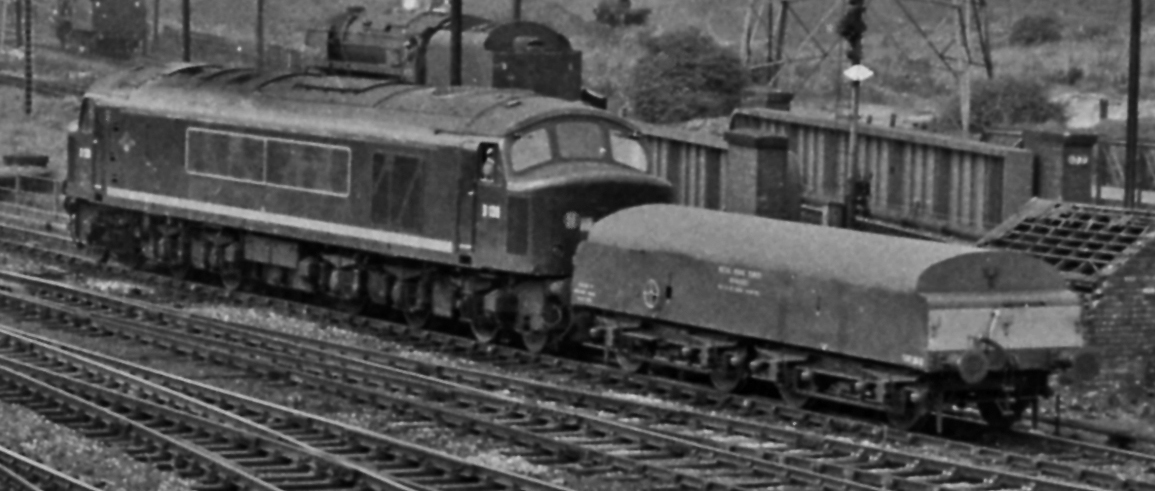
Britische Diesellokomotive mit Bremstender

Rollbockzug der OEG mit Bremswagen

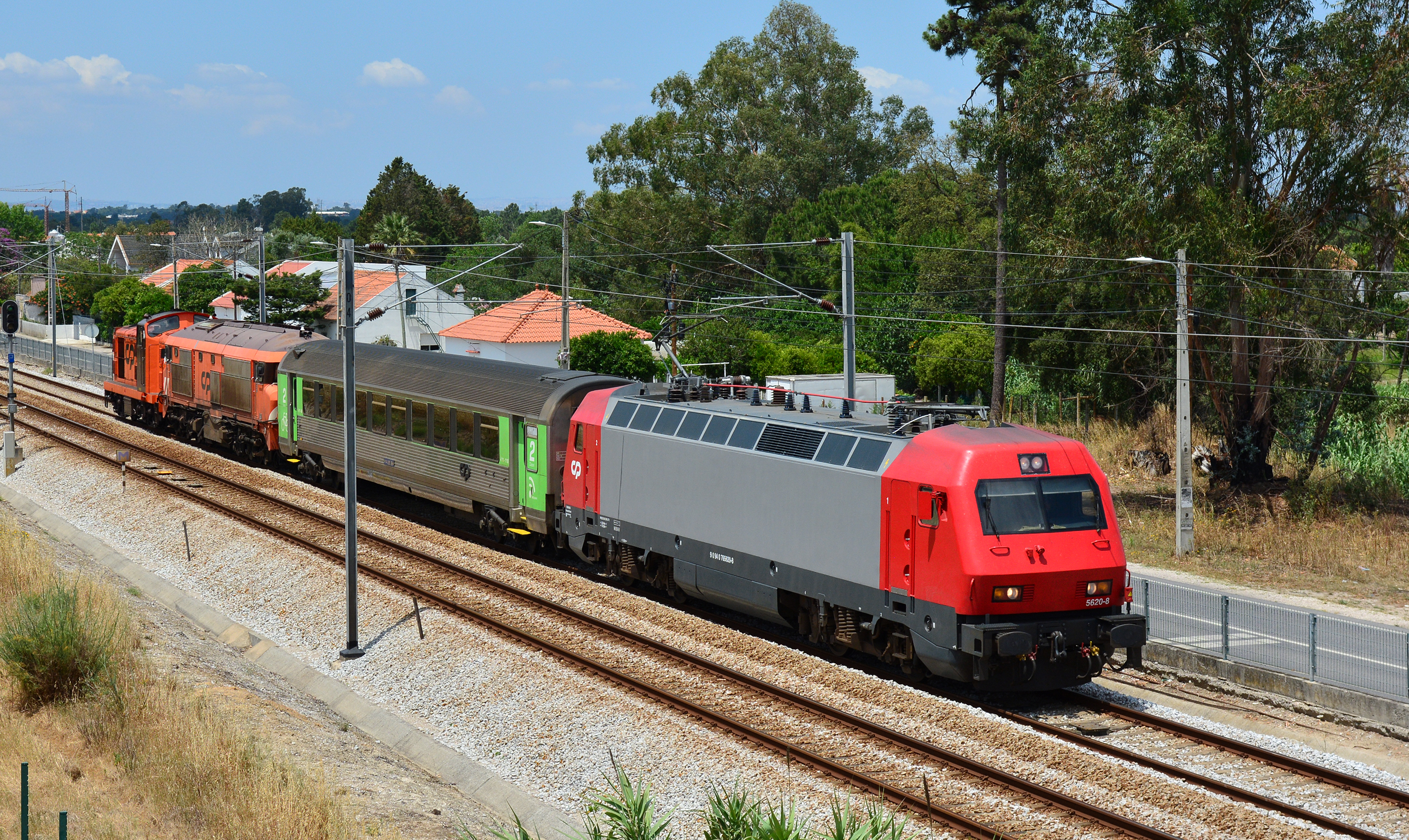
Transport einer ausgemusterten Diesellokomotive (zweithinterstes Fahrzeug) zwischen einem Reisezugwagen und einer Lokomotive (zuhinterst), die beide als Bremswagen dienen.

Ein Bremswagen ist ein Eisenbahnwagen, der zur Erhöhung der Bremskraft in einen Zug eingereiht wird. Es handelt sich außerhalb von Großbritannien und den ehemaligen britischen Kolonien nicht um einen speziellen Wagentyp, sondern um eine Funktionsbezeichnung. 

## Geschichte
Früher wurde die Bezeichnung Bremswagen für Wagen verwendet, die mit einer Bremse ausgerüstet waren, im Gegensatz zu Wagen, die über keine Bremse verfügten. Vor Einführung der durchgehenden Druckluftbremse waren nicht alle Wagen mit Bremse ausgerüstet. Reichten die Bremsen der Lokomotive nicht aus, musste sichergestellt werden, dass eine ausreichende Anzahl von Bremswagen im Zug eingereiht war. Diese Wagen waren normale Güter- oder Personenwagen, die sich lediglich durch ihre Bremsausrüstung von den Wagen ohne Bremsen unterschieden.  
Bremswagen verfügten meist über ein Bremserhaus, in dem der für den Wagen zuständige Bremser mitfuhr. Er bediente die Bremse entsprechend den Pfeifsignalen des Lokomotivführers. Besonders auf Gebirgsstrecken war es notwendig, zusätzliche Bremswagen in die Züge einzureihen, um die Bremsleistung zu erhöhen. Hierfür kamen häufig Wagen zum Einsatz, die mit Schotter oder Steinen beladen waren und als Hilfsbremsen oder Steinbremsen bezeichnet wurden.
Bei den englischen Bahnen waren bis in die 1980er Jahre kurze und leichte Güterzüge aus ungebremsten Wagen üblich. Die Bremsleistung wurde ausschließlich durch die Lokomotive und den am Schluss laufenden brake van (‚Bremswagen‘) bereitgestellt, der auch als Begleitwagen diente. Mit der der Umstellung auf Dieselbetrieb konnten die im Vergleich zu den Dampflokomotiven leichteren Diesellokomotiven nicht ausreichend Bremsleistung aufzubringen. Daher wurden sie teilweise mit zusätzlichen Bremstendern ausgestattet, die erst mit der flächendeckenden Einführung der durchgehenden Bremse aus dem Betrieb verschwanden.

## Anwendung
Heute wird die Bezeichnung Bremswagen nur noch für Wagen verwendet, die in den Zug eingereiht werden, um die Bremsleistung zu erhöhen. Dies ist erforderlich, wenn die Lokomotive und die gebremsten Wagen nicht die notwendigen Mindestbremshundertstel aufbringen, um eine Zugfahrt mit einer vorgegebenen Geschwindigkeit durchführen zu können. 
Typische Anwendungen von Bremswagen umfassen die Überführungen von Fahrzeugen mit fehlender, defekter oder nicht in Betrieb genommener Bremsausrüstung, insbesondere wenn mehrere solcher Fahrzeuge im selben Zug überführt werden sollen. Manchmal werden die ungebremsten und gebremsten Fahrzeuge zu Gruppen zusammengefasst, wobei das hinterste Fahrzeug im Zug immer ein gebremstes Fahrzeug sein sollte. Jeder regelkonform einsetzbare Wagen mit funktionsfähiger automatischer Bremse kann als Bremswagen dienen, sodass sowohl leere Güterwagen als auch Reisezugwagen eingesetzt werden können.
Bei Schmalspurbahnen wurden oft zusätzliche Bremswagen bei Rollbockzügen verwendet, zumal die Rollböcke manchmal keine Bremse aufwiesen.  
Eine weitere Anwendung besteht im Transport von außergewöhnlichen Sendungen. Ist die Ladung sehr schwer, reicht das Bremsvermögen des beladenen Wagens häufig nicht aus, um die erforderlichen Mindestbremshundertstel zu erreichen. In diesem Fall müssen vor und nach dem Wagen mit der außergewöhnlichen Sendung Bremswagen eingereiht werden, um die erforderlichen Bremshundertstel zu erreichen.